# NGC 2358
NGC 2358 је расејано звездано јато у сазвежђу Велики пас које се налази на NGC листи објеката дубоког неба.
Деклинација објекта је - 17° 7' 0" а ректасцензија 7h 16m 56,3s. Привидна величина (магнитуда) објекта NGC 2358 износи 13,7.